# Aeschynanthus breviflorus
Aeschynanthus breviflorus är en tvåhjärtbladig växtart som först beskrevs av Spencer Le Marchant Moore, och fick sitt nu gällande namn av Karl Moritz Schumann. Aeschynanthus breviflorus ingår i släktet Aeschynanthus och familjen Gesneriaceae. Inga underarter finns listade i Catalogue of Life.